# Vaquero (banda)
Vaquero fue un grupo mexicano de rock, originario de la ciudad de Monterrey, México. Se trató en un principio del nuevo proyecto de Chetes y Mauricio Terracina, tras la disolución de su grupo anterior Zurdok, pionero de la llamada Avanzada regia.

## Historia
Chetes y Terracina se conocieron desde el año 1993 en el que fueron parte del grupo Zurdok Movimento. Tocaron en dicho grupo hasta su disolución en el año 2003. Tras la ruptura de Zurdok, tomaron un descanso aproximado de un año y siguieron componiendo canciones durante 2003. Reclutaron a Rodrigo Guardiola como baterista, y a Fernando Mijares como guitarrista.
Ese mismo año hicieron su debut en vivo en la Latin Alternative Music Conference. Sin embargo, no fue hasta finales de 2004 que grabaron su álbum debut homónimo Vaquero en las ciudades de Monterrey y Los Ángeles, bajo la batuta de Peter Reardon.
Desde entonces y a lo largo de 2005 tuvieron presentaciones en varias ciudades de la República, y unas tantas más en Estados Unidos; logrando participaciones notables como su aparición en el Vive Latino 2006.  
Desde finales de 2005 los miembros del grupo dejaron por un lado Vaquero y han participado en proyectos diferentes: Chetes con su disco solista, Rodrigo Guardiola como baterista de Zoé y Maurizio Terracina con The Volture y como productor. Se anunció en octubre de 2006, sin embargo, que dichos proyectos no compremeterían el futuro de Vaquero, y que se encontraban ya en proceso de composición para su siguiente material discográfico.

## Miembros
- Chetes - voz, guitarra
- Maurizio T - voz, bajo)

## Discografía

### Álbumes
- Vaquero - 2005

### Otros
- "American Woman" (cover) - banda sonora de la película American Visa - 2005
- "Silent Passenger" - banda sonora de la película Fuera del Cielo - 2007